# Clusia lusoria
Clusia lusoria là một loài thực vật có hoa trong họ Bứa. Loài này được Standl. & Steyerm. mô tả khoa học đầu tiên năm 1944.